# Fekete Ágnes
Vass (Fekete) Ágnes (Nagyvárad) magyar színésznő, bábszínész.

## Élete
Egyetemi tanulmányait a kolozsvári Babeș-Bolyai Tudományegyetemen végezte Színművész szakon, mesteri diplomáját ugyanitt szerezte meg 2019-ben Kortárs színház (teatrológia) szakon.

## Pályája
- 2020-2023 a Magyar Művészeti Akadémia ösztöndíjasa, pályázatának címe Inkluzív színház gyerekeknek.
- 2019-2020 színész, bábszínész a veszprémi Kabóca Bábszínházban.
- 2018 – Artist in Residency program, Lizé Puppet Art Colony, Yilan, Taiwan.
- 2016-2019 színész, bábszínész a zalaegerszegi Griff Bábszínházban

## Szerepei
- Wendla – A tavasz ébredése, r. Ivanics Tamás, Bartók Kamaraszínház, Dunaújváros, 2022.
- Kukucsi – Csipike és Kukucsi, r. Tőkés Imola, Bartók Kamaraszínház, Dunaújváros, 2021.

- Lovas, Asszony – Csillaglépő csodaszarvas, r. Rumi László, Kabóca Bábszínház, Veszprém, 2020.
- Mária – Zeng a lélek, r. Rumi László, Kabóca Bábszínház, Veszprém, 2019.
- Montague-né, Szolga – Rómeó és Júlia, r. Bartal Kiss Rita, Kabóca Bábszínház, Veszprém, 2019.
- Felhő, Nagymama, Fáber Lili, Béka, Léggömbárus – Léghajó a Bodza utcában, r. Schneider Jankó, Griff Bábszínház, Zalaegerszeg, 2019.
- Kutya – Ül, áll, fekszik, r. Góbi Rita, Griff Bábszínház, Zalaegerszeg, 2018.
- Koldus, Tolvaj – A varázskert, r. Boráros Milada, Griff Bábszínház, Zalaegerszeg, 2018.
- Színész – Quack, quack, quack, r. Fekete Ágnes, Lizé Puppet Art Colony, Yilan, Taiwan, 2018.
- Fehér – Pepita, r. Vesztl Zsófia, Griff Bábszínház, Zalaegerszeg, 2018.
- Bence – Ide-oda, r. Somogyi Tamás, Griff Bábszínház, Zalaegerszeg, 2018.
- A fiatal Bettina – Selyemakvárium, r. Schermann Márta, Csili Művelődési Központ, 2018.
- Pöttöm Panna – Pöttöm Panna, r. Veres András, Griff Bábszínház, Zalaegerszeg, 2017.
- Zenész – Pötty, r. Juhász Anikó ötlete alapján a Társulat, Griff Bábszínház, Zalaegerszeg, 2017. – Üveghegy-díjas előadás
- Rókusné Miniszterelnökasszony, Krokodil, Mindenttermő fa – Misi Mókus kalandjai, r. Markó Róbert, Griff Bábszínház, Zalaegerszeg, 2017.
- Copfos, Egérke, Irma néni, Kovács, Negró – Lenka és Palkó, r. Bartal Kiss Rita, Griff Bábszínház, Zalaegerszeg, 2017
- Rézi – A mindenlátó királylány, r. Halassi Dániel, Griff Bábszínház, Zalaegerszeg, 2016.
- Zenész – Holle anyó, r. Bartal Kiss Rita, Griff Bábszínház, Zalaegerszeg, 2016.
- Lány – Piroskaland, r. Kiss Erzsi, Griff Bábszínház, Zalaegerszeg, 2016.
- Színész – Resti a néma Dionüszoszhoz, r. Tasnádi-Sáhy Péter, Szigligeti Színház, Nagyvárad, 2016.
- Dzsungellakó – A dzsungel könyve, r. Puskás Zoltán, koreogr. Gyenes Ildikó, Kolozsvári Állami Magyar Színház,  2015.
- Myrrhina – Plautus: Casina, r. Mátyás Zsolt, Bánsági Vándorszínház, 2014.
- Dzsungellakó, Gyászfarkas – A dzsungel könyve, r. Horányi László, koreogr. Ivácson László, Szigligeti Színház, Lilliput Társulat, Nagyvárad, 2012.